# Бруднув-Старий
Бруднув-Старий (пол. Brudnów Stary) — село в Польщі, у гміні Далікув Поддембицького повіту Лодзинського воєводства.